# William Healy
William Healy, född 20 januari 1869, död 15 mars 1963, var en amerikansk psykiater och sociolog.

## Karriär
William Healy var direktör för Juvenile Psychopathic Institute i Chicago 1909–1917 och för Judge Baker Guidance Center i Boston 1917–1946. Tillsammans med psykologen och meddirektören för tidigare nämnda barnkliniker Augusta Fox Bronner, med vilken han gifte sig 1932, var Healy pionjär i USA för upprättande av kliniker för problembarn och vanartad ungdom.
I en mängd banbrytande kriminalpsykologiska skrifter försökte Healy att från psykoanalytisk synpunkt få fram de faktorer i individens närmaste miljö, till exempel familjen, som gav upphov till problem och kriminalitet hos barn och ungdom. Bland denna arbeten märks främst The individual delinquent (1915) och New light on delinquency and it's treatment (1936, tillsammans med Augusta Fox Bronner). I sistnämnda arbete görs en jämförelse mellan den kriminelle ungdomen och dennes syskon. 
Vidare märks Judge Baker Foundation case studies (1923, tillsammans med Augusta Fox Bronner), en samling kriminalpsykologiska fall. Andra arbeten var Delinquents and criminals - their making and unmaking (1926, tillsammans med Augusta Fox Bronner), Reconstructing behavior in youth: a study of problem children in foster families (1929) och tillsammans med psykoanalytikern Franz Alexander Roots of crime (1935).